# Ahora (álbum de Melendi)
Ahora es el noveno álbum de estudio del cantautor español Melendi. Fue lanzado el 8 de marzo de 2018. Es el primer álbum del cantante sin canciones de rock.

## Recepción
El 19 de enero de 2018, lanzó el primer sencillo del álbum, «El arrepentido» junto al cantante colombiano Carlos Vives. Casi un mes después, el 16 de febrero del mismo, dio a conocer el segundo sencillo «Mi código postal», ya con la salida de este, el cantante anunció la portada y la lista de canciones del álbum.
El 9 de marzo de 2018 fue publicado el tercer y último sencillo del disco «Déjala que baile» en colaboración con Alejandro Sanz y Arkano.

## Lista de canciones
| Ahora |                                                  |          |  |
| N.º   | Título                                           | Duración |  |
| 1.    | «Mírame»                                         | 4:14     |  |
| 2.    | «El arrepentido» (con Carlos Vives)              | 3:38     |  |
| 3.    | «Lo que nos merecemos»                           | 3:57     |  |
| 4.    | «Para que no se escapen tus mariposas»           | 4:06     |  |
| 5.    | «Tiempos de re-evolución»                        | 3:42     |  |
| 6.    | «Déjala que baile» (con Alejandro Sanz y Arkano) | 3:39     |  |
| 7.    | «Mi código postal»                               | 4:14     |  |
| 8.    | «Negro sin ti»                                   | 3:40     |  |
| 9.    | «Habitantes de un mismo planeta»                 | 4:18     |  |
| 10.   | «Lo nuestro fue muy top»                         | 3:48     |  |
| 11.   | «Como el agua y el aceite»                       | 5:22     |  |
| 12.   | «Aves de paso» (Tema extra de Reedición)         | 4:29     |  |
| 49:12 |                                                  |          |  |